# Terry Gordy
Terry Ray Gordy Sr. (Chattanooga, 23 aprile 1961 – Soddy-Daisy, 16 luglio 2001) è stato un wrestler statunitense.
Noto principalmente per essere stato uno dei membri della stable Fabulous Freebirds negli anni ottanta e novanta.

## Carriera
Gordy iniziò a dedicarsi al wrestling nel 1975 all'età di 14 anni lottando con il nome Terry Mecca nella International Wrestling Association. All'inizio del 1979, iniziò a combattere con il suo vero nome Terry Gordy e formò il tag team The Fabulous Freebirds con Michael Hayes. Buddy Roberts si aggiunse poco tempo dopo al gruppo. Nel 1982, i Freebirds passarono alla World Class Championship Wrestling dove ebbero un memorabile feud con i Von Erich (David, Kevin, Kerry & Mike).
I Freebirds trascorsero molto tempo nella Jim Crockett Promotions prima di effettuare un breve stint in World Wrestling Federation, dalla quale però uscirono dopo poco.
Nel 1986, mentre i Freebirds erano nella Universal Wrestling Federation (UWF), Gordy vinse il titolo UWF Heavyweight che detenne per 6 mesi, prima di cederlo senza combattere a One Man Gang, causa infortunio (kayfabe). Durante questo periodo, Gordy e i Freebirds ebbero una lunga rivalità con Hacksaw Jim Duggan, nella quale spesso Duggan e Gordy si affrontarono singolarmente, in match che abitualmente terminavano in squalifica a causa di interferenze esterne.
Nel 1989, Gordy aiutò Hayes a riformare i Freebirds, con Jimmy Garvin, nella Jim Crockett Promotions (JCP), che divenne World Championship Wrestling nel 1991.
Dopo aver lasciato la JCP, Gordy fece coppia con Steve Williams in un tag team denominato "Miracle Violence Connection" nella All Japan Pro Wrestling. Sempre nello stesso periodo vinse l'AJPW Triple Crown Heavyweight Championship in due occasioni separate.
Nel 1992 Gordy & Williams si trasferirono nella World Championship Wrestling (WCW) e vinsero i titoli WCW World Tag Team. Conquistarono anche il NWA World Tag Team nel corso di un torneo svoltosi al ppv Great American Bash, una settimana dopo, ed unificarono i due titoli. La loro faida in Giappone con Rick & Scott Steiner, fu una delle più celebri rivalità dell'epoca, poiché coinvolgeva i due migliori tag team occidentali che combattevano in Giappone in due compagnie rivali (gli Steiners lottavano nella New Japan Pro-Wrestling all'epoca, mentre Gordy & Williams erano nella All Japan Pro Wrestling). Nonostante allettanti offerte da parte della New Japan, Gordy & Williams, per lealtà nei confronti del fondatore e promoter della AJPW Giant Baba, rifiutarono sempre di entrare a far parte della federazione (che aveva stretti rapporti d'affari con la WCW all'epoca), e questo fatto portò all'uscita di Gordy dalla WCW prima di Halloween Havoc, e a quella di Williams dopo Starrcade.
Nel 1993, Gordy mentre era in viaggio dagli Stati Uniti al Giappone per un tour, andò in overdose a causa dell'assunzione di antidolorifici ed entrò in coma, risvegliandosi poco dopo ma riportando danni cerebrali permanenti. Nel 1994, Gordy ebbe una riunione con Hayes e Garvin nei Freebirds nella Global Wrestling Federation dove lui e Garvin vinsero i titoli GWF Tag Team.
Nel 1996, Gordy apparve a sorpresa nella Extreme Championship Wrestling per sfidare Raven per il titolo ECW World Heavyweight. Perse il match, però si alleò con Tommy Dreamer e poi si riunì con il vecchio partner "Dr. Death" Steve Williams per affrontare i The Eliminators. Lottò, perdendo, anche contro Bam Bam Bigelow in quella che venne presentata come la "Battle of The Bam Bams" (ricordiamo che il soprannome di Gordy era "Bam Bam").
Nel 1996 militò per breve tempo nella WWF come The Executioner. Fece coppia con Mankind, entrambi con manager Paul Bearer, e il duo ebbe un feud con The Undertaker. The Executioner saliva sul ring indossando una maschera e con in mano un'ascia di plastica. Debuttò in TV al pay-per-view In Your House: Buried Alive, dove interferì nel match tra Undertaker e Mankind, colpendo il becchino con una pala per poi seppellirlo con l'aiuto di molti altri wrestler. Tuttavia, a In Your House 12: It's Time, Undertaker si sbarazzò velocemente di Executioner. Poco tempo dopo, Gordy lasciò la federazione.

## Vita privata
Gordy è morto a causa di un infarto al miocardio il 16 luglio 2001. Aveva quarant'anni.
Suo figlio, Ray Gordy, lottò in WWE a SmackDown! con i ring name "Jesse" e "Slam Master J" prima di essere licenziato nel 2010. Suo nipote è Richard Acelinger, che lotta nella All Japan Pro Wrestling come Richard Slinger.

## Personaggio
Mosse finali
- High-angle belly-to-back suplex
- Powerbomb

Manager
- Sunshine
- Paul Bearer
- Jim Cornette

Soprannomi
- "Bam Bam"
- "Ningen Gyorai" ("Human Torpedo" in lingua giapponese)
- "Original Powerbomb"

## Titoli e riconoscimenti
- All Japan Pro Wrestling
  - AJPW Triple Crown Heavyweight Championship (2)[2]
  - World Tag Team Championship (7) - con Stan Hansen (2) & "Dr. Death" Steve Williams (5)[3]
  - World's Strongest Tag Determination League (1988, 1990, 1991) – con Stan Hansen (1988) e Steve Williams (1990 & 1991)
- Georgia Championship Wrestling
  - NWA Georgia Tag Team Championship (1) - con Michael Hayes[4]
  - NWA National Tag Team Championship (4) - con Michael Hayes (3) & Jimmy Snuka (1)
- Global Wrestling Federation
  - GWF Tag Team Championship (1) - con Jimmy Garvin[5]
- Mid-South Wrestling Association | Universal Wrestling Federation
  - Mid-South Louisiana Championship (1)
  - Mid-South Mississippi Heavyweight Championship (1)
  - Mid-South Tag Team Championship (2) - con Michael Hayes (1) & Buddy Roberts
  - UWF Heavyweight Championship (1)
- NWA Mid-America
  - NWA Mid-America Tag Team Championship (2) - con Michael Hayes
- Professional Wrestling Hall of Fame
  - Classe del 2015[6]
- Pro Wrestling Illustrated
  - PWI Most Improved Wrestler of the Year (1986)
  - 1981 PWI Tag Team of the Year - con Michael Hayes
  - 1992 PWI Tag Team of the Year - con Steve Williams
  - 36º nella lista dei migliori 500 wrestler singoli dei "PWI Years" nel 2003[7]
- Southeastern Championship Wrestling
  - NWA Alabama Heavyweight Championship (1)[8]
  - NWA Southeastern Heavyweight Championship (Northern Division) (1)[9]
- Smoky Mountain Wrestling
  - SMW Heavyweight Championship (1)[10]
- Texas Wrestling Hall of Fame
  - Classe del 2014
- World Championship Wrestling
  - WCW World Tag Team Championship (1) - con Steve Williams[11]
  - NWA World Tag Team Championship (1) - con Steve Williams
- World Class Championship Wrestling | World Class Wrestling Association
  - NWA American Heavyweight Championship (1)
  - NWA American Tag Team Championship (1) - con Michael Hayes
  - NWA Brass Knuckles Championship (Texas version) (1)
  - NWA World Six-Man Tag Team Championship (Texas version) (6) - con Michael Hayes & Buddy Roberts (5) e Iceman Parsons & Buddy Roberts (1)
  - WCWA World Six-Man Tag Team Championship (1) - con Michael Hayes & Buddy Roberts ²
- Wrestling Observer Newsletter
  - 5 Star Match (1989) con Stan Hansen vs. Genichiro Tenryu & Toshiaki Kawada il 16 dicembre
  - Best Brawler (1986)
  - Match of the Year (1984) con Buddy Roberts & Michael Hayes vs. The Von Erichs (Kerry, Kevin, & Mike) in un Anything Goes Match il 4 luglio
  - Tag Team of the Year (1980) con Buddy Roberts nei The Fabulous Freebirds
  - Tag Team of the Year (1981) con Jimmy Snuka
  - Tag Team of the Year (1992) con Steve Williams nella Miracle Violence Connection
  - Wrestling Observer Newsletter Hall of Fame (Classe del 2005) – come membro dei Fabulous Freebirds

1Vinse quando la WCW era ancora affiliata alla National Wrestling Alliance e prima che i titoli NWA e WCW World Tag Team Championships fossero unificati.
²Il quinto regno da campioni dei Freebirds ebbe luogo nel periodo nel quale il nome del titolo venne cambiato in WCWA World Six-Man Tag Team Championship.

## Curiosità
- Gordy compare, insieme ai compagni dei Freebirds, nella scena iniziale del film Highlander - L'ultimo immortale del 1986.[12]